# Aeroportul Municipal Provincetown
Aeroportul Municipal Provincetown (IATA: PVC, ICAO: KPVC, FAA LID: PVC) este un aeroport din Massachusetts, Statele Unite ale Americii ce deservește zona Provincetown⁠(d). Aeroportul a fost tranzitat în 2019 de 21.182 de pasageri.
Situat la o altitudine de 3 m, aeroportul dispune de 1 pistă.

## Infrastructură

### Piste
Aeroportul dispune de o singură pistă. Pista 07/25 are suprafața de asfalt și dimensiunile 3.502 picioare × 100 picioare. 